# Zounds
Zounds é uma banda anarquista inglesa formada em 1977 a partir de jam sessions em torno da área de Reading. Originalmente, eles faziam parte do movimento da cultura cassete, lançando material pela F**k Off Record. O nome da banda é derivado de um antigo juramento inglês cunhado por William Shakespeare: "zounds", que é uma contração de "God's wounds" (Feridas de Deus), referindo-se as feridas da crucificação de Jesus Cristo, anteriormente utilizado como um juramento levemente blasfêmio.

## Formação atual
- Steve Lake -  vocais, guitarra
- Paul O'Donnell - baixo, backing vocals
- Paul Gilbert - bateria, backing vocals

## Formação original
- Steve Lake - vocais, baixo
- Laurence Wood - guitarra
- Josef Porta - bateria
- "Dr Inadequate Phuck" - arte de capa

## Discografia[3]
Álbuns de estúdio
- The Curse of Zounds (1981)
- The Redemption of Zounds (2011)

EP
- "Can't Cheat Karma" (1980)
- "Le Vache Qui Rit" (1982)
- "Go All The Way" (2005)

Singles
- "Demystification/ Great White Hunter" (1982)
- "Dancing" (1982)
- "More Trouble Coming Every Day/ Knife" (1983)
- "This Land" (2001)